# O-Jolle

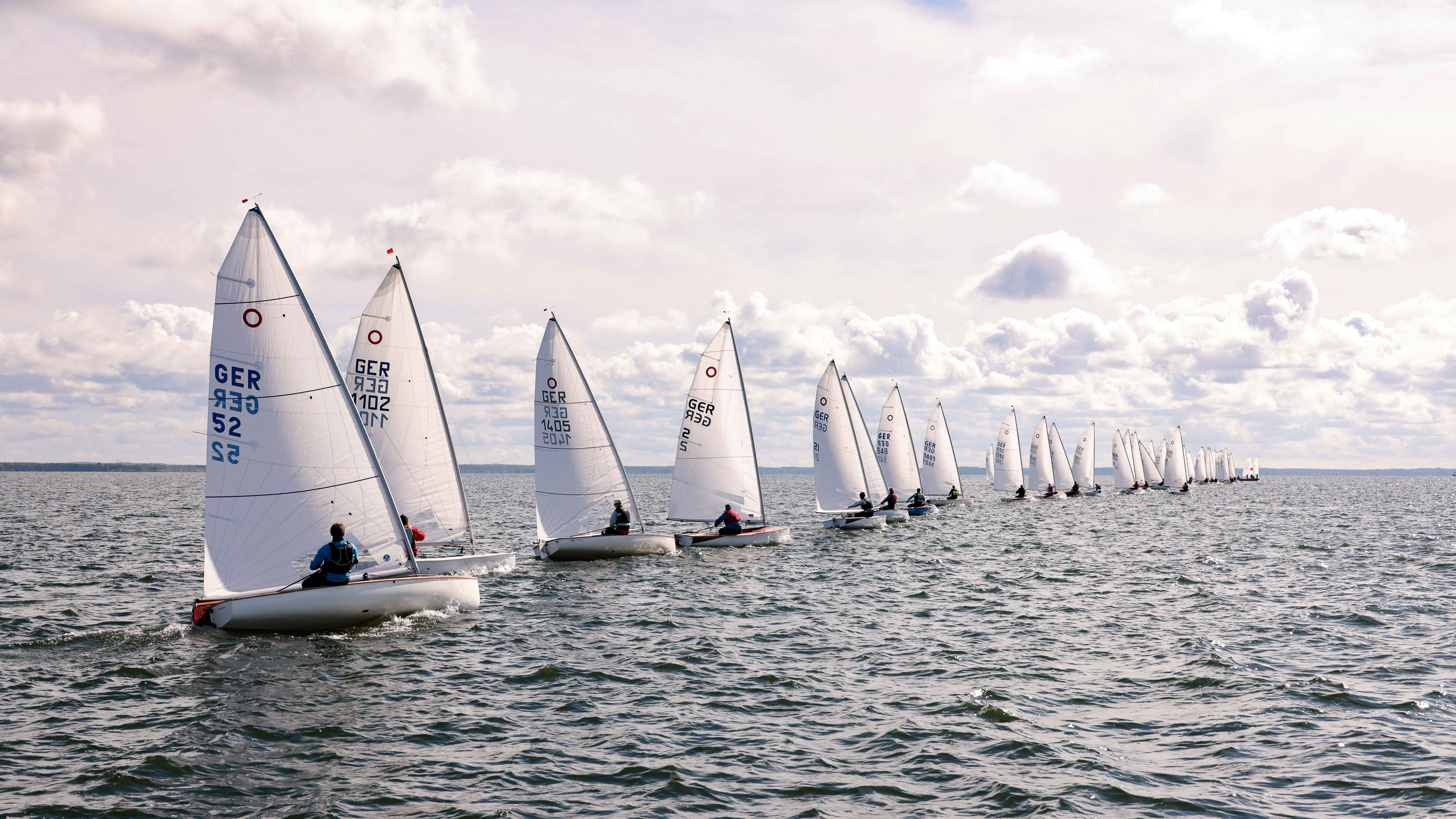
IDM 2024 Müritz (c)rsvm

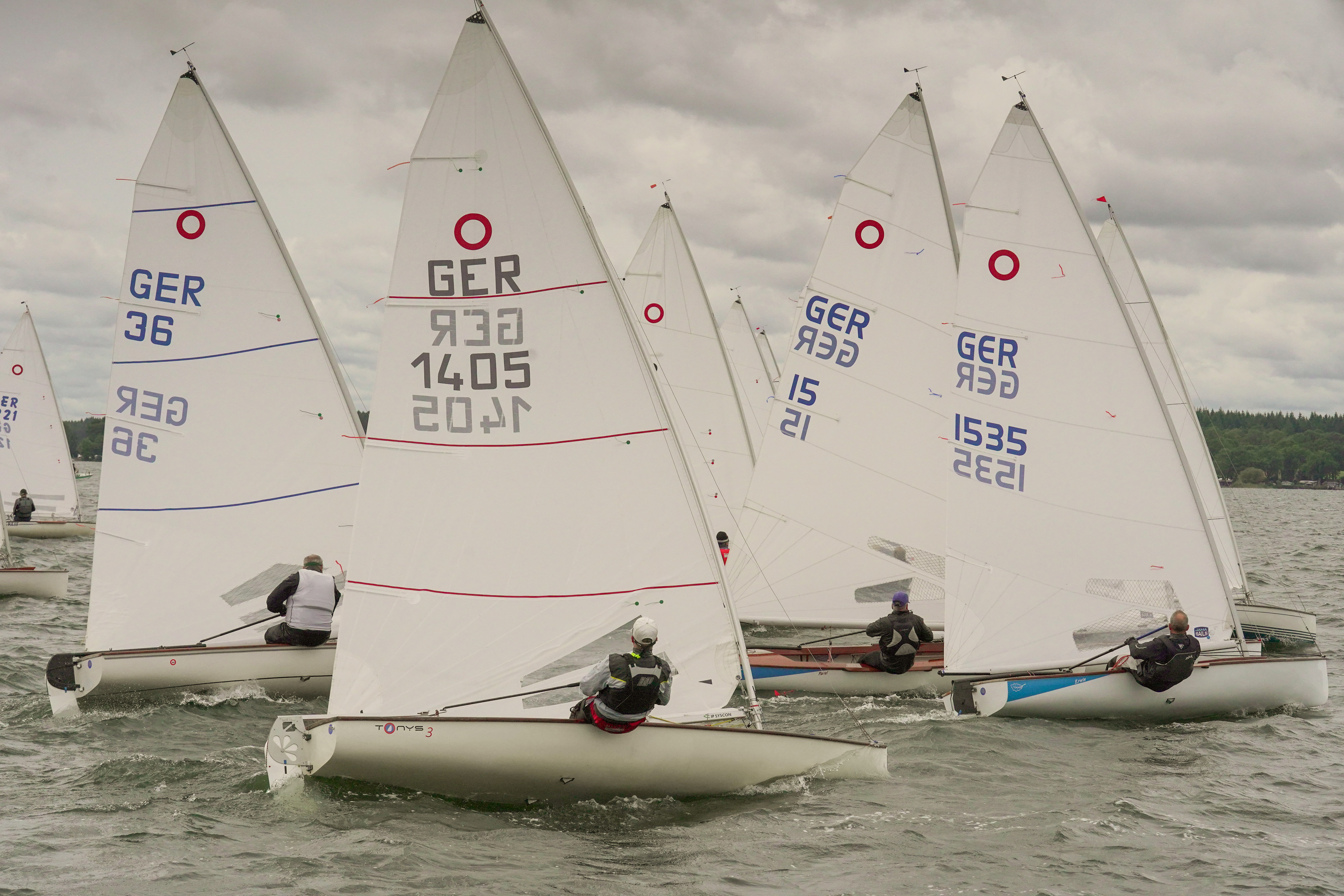
O-Jolle Regatta (c)rsvm

Die Olympiajolle (O-Jolle) wurde von Hellmut Stauch speziell als Regattaboot für die Olympischen Spiele 1936 konstruiert. Sie ist als Einmannboot in Cat-Takelung konstruiert. Der Rumpf wird in Rundspantbauweise gebaut. Das Klassenzeichen ist ein roter Kreisring, der den Buchstaben „O“ stilisiert.
Über die Jahre erfuhr die O-Jolle zahlreiche Modernisierungen und präsentiert sich heute als klassisches Sportboot mit modernen Elementen wie einem Rumpf aus GFK, Aluminiummast, vielseitigen Trimmeinrichtungen und Profilruder.
Die geschlossenen Klassenregeln führen zu einem sehr wertbeständigen, über viele Jahre konkurrenzfähigen Boot.

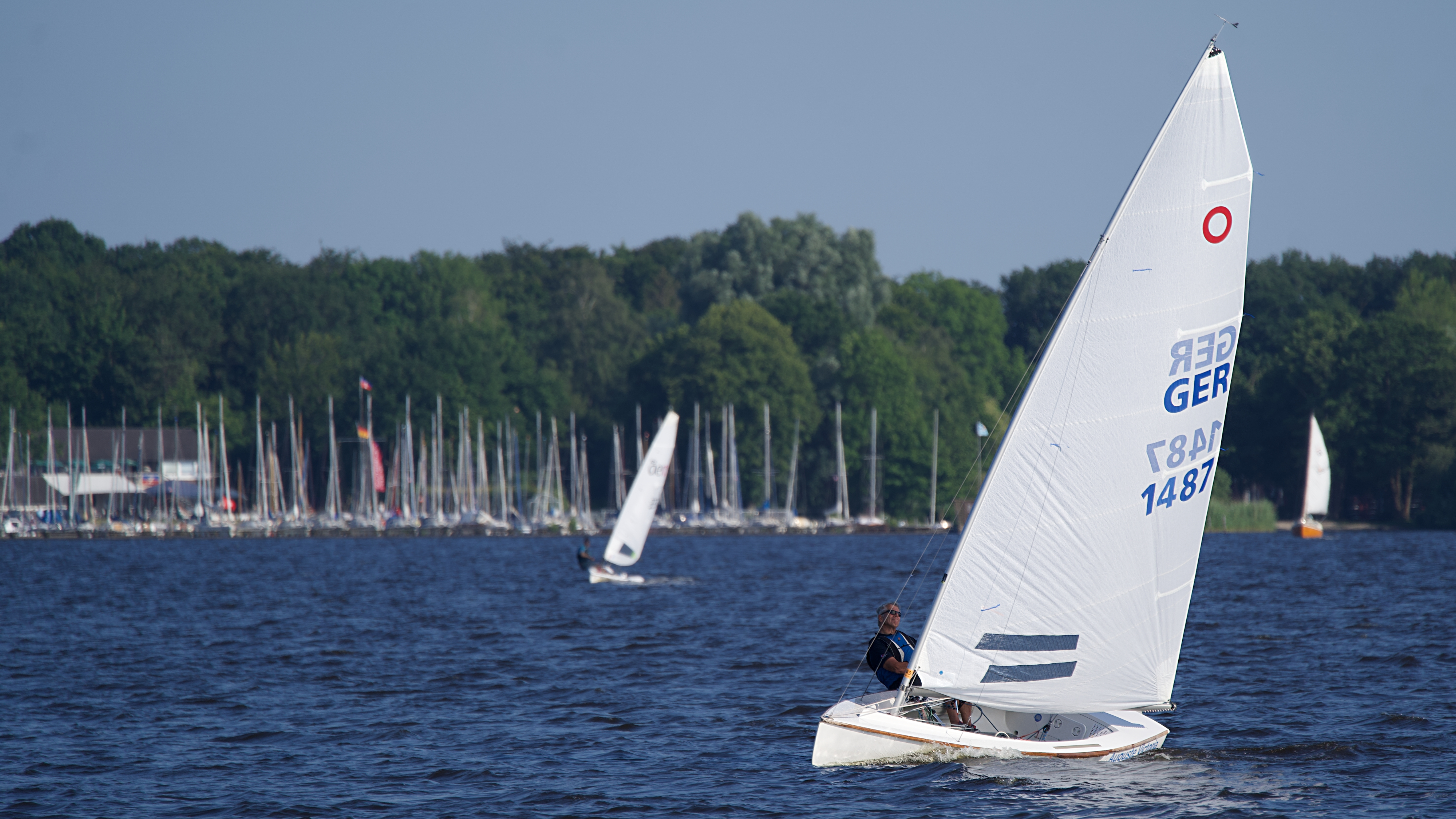
Olympiajolle

Die Olympiajolle erfreut sich großer Beliebtheit aufgrund ihrer hohen Stabilität sowie der niedrigen Betriebs- und Folgekosten. Zudem wurde sie so konstruiert, dass das Körpergewicht des Seglers – anders als in vielen anderen Bootsklassen – kaum eine Rolle spielt. Selbst Segler mit einem Gewicht von über 100 kg können bei schwachem Wind problemlos bei Regatten vorne mitsegeln. Diese Bootsklasse zeichnet sich durch anspruchsvolles, rein taktisches Segeln auf höchstem Niveau aus. Viele Spitzensegler (Olympiasieger, Weltmeister, Europameister) waren und sind in der Olympiajolle zu finden.
Die heute nicht mehr olympische O-Jolle zählt zu den größten nationalen Bootsklassen in Deutschland. Die Klassenvereinigung, die Internationale Olympiajollen Union (IOU), umfasst rund 500 Mitglieder. Besonders beliebt ist die Olympiajolle in den Niederlanden, der Schweiz, Österreich, Italien und Deutschland. Vereinzelt findet man sie auch in Brasilien, Polen und weiteren Ländern.

## Klassenvereinigung
- Internationale Olympiajollen Union Deutschland
- Olympiajolle Niederlande
- Olympiajolle Austria